# Onychora
Onychora là một chi bướm đêm thuộc họ Geometridae.